# Jeffry Ávila
Jeffry Manuel Ávila (ur. 25 lutego 1993) – dominikański zapaśnik walczący w stylu wolnym. Zajął 33 miejsce na mistrzostwach świata w 2013. Brązowy medalista mistrzostw panamerykańskich w 2013 i 2014. Wicemistrz mistrzostw Ameryki Południowej w 2014 i trzeci w 2012 roku.